# Faserlaser
Ein Faserlaser ist eine spezielle Form des Festkörperlasers. Der dotierte Kern einer Glasfaser bildet bei einem Faserlaser das aktive Medium. Es handelt sich also um einen Glaslaser mit Lichtwellenleiter-Eigenschaften. Die Laserstrahlung, welche durch die laseraktive Faser geleitet wird, erfährt aufgrund der großen Länge eine sehr hohe Verstärkung.

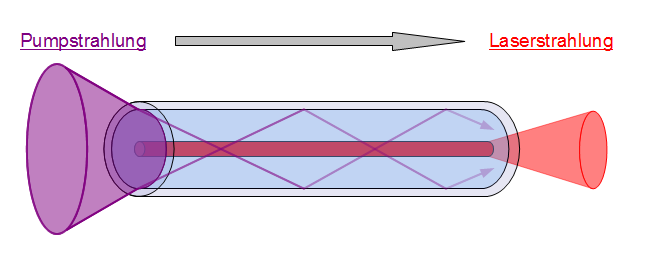
Doppelmantelfaser-Aufbau

Faserlaser werden im Allgemeinen optisch gepumpt, indem parallel zum Faserkern in dessen Mantel oder in diesen selbst Strahlung von Diodenlasern eingekoppelt wird. Doppelmantelfasern (engl. double clad fibers) erlauben höhere Leistungen; aus dem dicken Mantel gelangt die Pumpstrahlung verteilt in den aktiven Faserkern.
Das häufigste Dotierungselement für den laseraktiven Faserkern ist Erbium (Medizin, Nachrichtentechnik), gefolgt von Ytterbium und Neodym für Hochleistungsanwendungen. Aus Kostengründen enthält meist nur der Mittelteil der Glasfaser eine Dotierung.
Faserlaser verfügen über einzigartige Eigenschaften, so z. B. elektrisch-optische Wirkungsgrade bis über 30 %, herausragende Strahlqualität (mit M² < 1,1 beim Singlemode-Faserlaseraufbau, M² < 1,2 bei Doppelmantelfasern), hohe Lebensdauer (> 20.000 h) und einen kompakten, wartungsfreien und unempfindlichen Aufbau. Der Pulsbetrieb reicht bis in den fs-Bereich und kann eine hohe Spitzenintensität erreichen.

## Aufbau

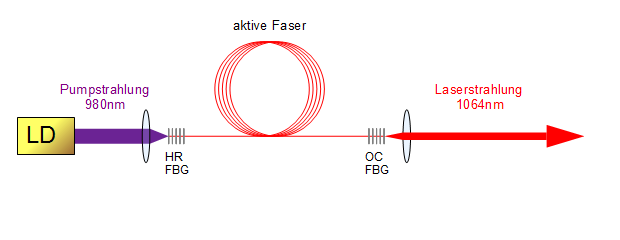
Faserlaseraufbau (Version #1)

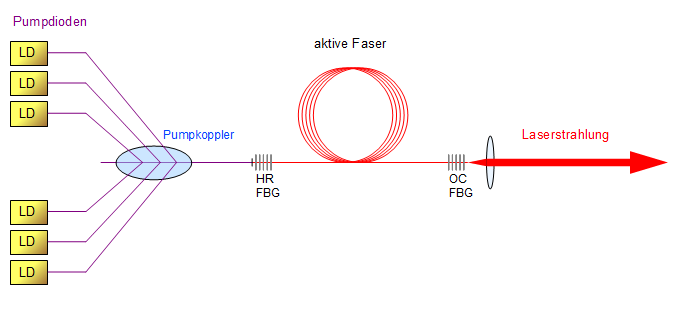
Faserlaseraufbau (Version #2)

Ein Faserlaser besteht aus einer oder mehreren Pump-Laserdioden, einer Einkoppeloptik (diskret oder an den Mantel angespleißte fasergekoppelte Diodenlaser) und einem Resonator.
Die Faser besteht typischerweise aus mehreren Schichten. Der Hauptteil ist meistens aus Quarzglas, z. B. 0,25 mm dick, umgeben mit einer dünnen Schutzschicht aus Kunststoff. Der aktive Kern ist viel dünner, z. B. 10 µm, und besteht aus dotiertem Quarzglas, z. B. mit wenigen Prozent Aluminium und wenigen Promille seltener Erden. Der Brechungsindex der Schichten nimmt von innen nach außen ab; so entsteht die Lichtführungseigenschaft.
Der Resonator kann unterschiedlich aufgebaut sein: entweder besteht er aus zwei zusätzlichen Spiegeln, die beispielsweise die beiden verspiegelten Faserendflächen sein können, oder aus Faser-Bragg-Gittern (FBG), die mittels Ultraviolettstrahlung (z. B. eines Excimerlasers 248 nm) in den Wellenleiter (eine angesetzte passive Glasfaser) eingeschrieben werden. Im Faserkern entstehen dadurch laterale Brechzahlunterschiede mit hohen und niedrigen Brechzahlbereichen, die abhängig von der Periodenlänge Strahlung einer bestimmten Wellenlänge reflektiert. Der Vorteil hierbei ist, dass an diesen Gittern keine zusätzlichen Koppelverluste entstehen und die FBG nur die gewünschten Wellenlängen selektiv reflektieren. Somit wird ein schmalbandiger Laserbetrieb ermöglicht.
Nach Austritt aus der aktiven Faser gelangt der Laserstrahl meist in eine Glasfaser oder ein, eine solche enthaltendes, Lichtleitkabel, welche die Strahlung zum Beispiel zu einer Fokussieroptik einer Lasermaterialbearbeitungsmaschine fortleiten.
Ein Faserlasergerät enthält weiterhin die Stromversorgung und Kühlung für die Pump-Laserdioden.
Starke Faserlaser besitzen einen kleinen Faserlaser oder eine Laserdiode verschiedener Ausführungen als Seedlaser zur Erzeugung der Eingangsleistung für einen nachgeschalteten Faserverstärker (optisch gepumpte aktive Faser). Die Trennung des Lasers in Seedlaser und Nachverstärkung hat den Vorteil, dass sich die Lasertätigkeit besser steuern lässt. Das betrifft die Wellenlängenstabilität, die Strahlqualität und die Leistungsstabilität bzw. Pulsbarkeit. Zwischen Seedlaser und Verstärkerfaser befindet sich häufig ein optischer Isolator.

## Geschichte
Bereits im Jahre 1961 befasste sich Elias Snitzer mit der Strahlausbreitung in Glasfasern und erkannte die Vorteile damit realisierter Glaslaser. Im Laufe seiner Forschungsarbeiten beschrieb er im Jahre 1988 erstmals einen mantelgepumpten Faserverstärker und gilt somit als Begründer dieser Technologie.
Im Laufe der Entwicklung wurden die optischen Leistungen immer weiter gesteigert – um 1990 waren die ersten kommerziellen Geräte im Watt-Bereich verfügbar. Diese basierten auf Erbium-dotierten Faserverstärkern, die einem kleinen Laseroszillator nachgeschaltet waren.

## Einsatzgebiete
Durch den robusten Aufbau, die hohe Strahlqualität und die Effizienz sind Faserlaser für viele Anwendungen geeignet.
- Faserlaser kleiner Leistung werden zur Datenübertragung in Glasfasern verwendet – zur Signalregenerierung werden ähnliche Anordnungen (Faserverstärker) verwendet.
- Faserlaser im Leistungsbereich von einigen Watt können unter anderem für medizinische Zwecke oder zum Beschriften von Bauteilen durch Farbumschlag eingesetzt werden.
- Systeme hoher Leistung werden zum Beispiel zum Schweißen und Schneiden verwendet.[4]
- Die Nichtlinearität des Materials bei hohen Feldstärken eignet sich für passiv modengekoppelte Laser (Femtosekundenlaser).

## Vor- und Nachteile
Wesentliche Vorteile des Faserlasers sind die hohe Strahlqualität der erzeugten Laserstrahlung, eine hohe Effizienz des Konversionsprozesses (abhängig von der Dotierung können optisch-optisch über 85 % erreicht werden), die gute Kühlung durch die große Oberfläche der Faser, der kompakte und wartungsfreie Aufbau sowie die effektive Fertigungstechnologie durch Verwendung faserintegrierter Komponenten.
Im Allgemeinen müssen Faserlaser durch die Endflächen oder durch angespleißte fasergekoppelte Strahlungsquellen gepumpt werden. Dazu sind Diodenlaser hoher Strahlqualität erforderlich. Diese sind teuer und unterliegen einer Alterung.
Durch den Einsatz von Einzeldioden lassen sich Zuverlässigkeit und Pumpstrahlqualität gegenüber der Verwendung von Diodenbarren erheblich steigern. Solche Laser sind bei hohen Strahlqualitäten bis in den hohen Multi-kW-Bereich kommerziell verfügbar.
Durch die große Verstärkung der Faser wirken frequenzselektive Elemente nicht sehr gut. Durch die hohe Auskopplung hat der Resonator keine hohe Güte. Zum anderen hat man einen hohen Anteil verstärkter spontaner Emission (engl. Amplified Spontaneous Emission, ASE).
Durch entsprechendes optisches Design können Faserlaser jedoch auch linear polarisiert und als Single Frequency Laser gefertigt werden.
Durch den kleinen Querschnitt der Faser ist die Spitzenleistung begrenzt. Bei der Erzeugung von Impulsen geringer Dauer ergeben sich hohe Spitzenleistungen. Die damit verbundenen hohen Intensitäten können zur Zerstörung der Faser führen. Insbesondere die Faserendflächen setzen der auskoppelbaren Leistung Grenzen. Durch photonische Strukturen (Lufteinschlüsse) lässt sich der aktive Kern und auch der Pumpmantel hin zu höheren Leistungen optimieren, indem der Kerndurchmesser bei gleicher Strahlqualität größer sein kann und der Akzeptanzwinkel der Pumpstrahlung steigt.

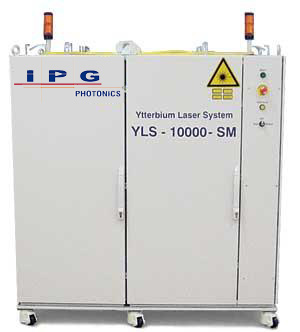
10 kW Singlemode-Faserlaser

Die Verbesserung der fasergekoppelten Pump-Laserdioden, photonische Strukturen in den Laser- und Pumpbereichen der aktiven Faser sowie die Kopplung mehrerer Einzel-Faserlaser haben es möglich gemacht, mit kontinuierlich arbeitenden Faserlasern in den Kilowattbereich vorzustoßen. Dadurch wurden Faserlaser auch für die Materialbearbeitung interessant, zumal sie eine wesentlich höhere Strahlqualität als diodengepumpte konventionelle Festkörperlaser besitzen. Zur Messe LASER 2005 wurde ein 18-kW-Faserlaser vorgestellt. Durch den modularen Aufbau und die damit verbundene Skalierbarkeit der Leistung war es 2007 bereits möglich, einen 36-kW-Faserlaser zu bauen.
Aktuelle maximale Ausgangsleistungen bei Faserlasern liegen bei 100 kW (Multimode) und 10 kW (Singlemode). 50 kW Laserausgangsleistung bei hoher Strahlqualität wird zum Beispiel im Schiffbau (Verschweißen von dicken Metallplatten) und für militärische Zwecke verwendet.
Die Strahlqualität der emittierten Strahlung ist (Strahlparameterprodukt < 2,5 mm×mrad bei 4…5 kW und 11,7 mm×mrad bei 17 kW Laserleistung) bis zu viermal besser als die eines vergleichbaren Nd:YAG-Lasers (15–25 mm×mrad bei 4 kW), seine Leistung erschließt ihm damit zahlreiche Anwendungsfelder in der Materialbearbeitung, wie z. B. hochqualitatives Schneiden, Löten und Schweißen von Metallen. Bei entsprechender Strahlaufweitung durch Defokussieren ist auch das Härten von großen Metallflächen möglich. Aufgrund der hohen Strahlqualität sind dabei vergleichsweise große Arbeitsabstände (z. B. Metallschweißen in circa 1 Meter Abstand) möglich, was völlig neue Möglichkeiten in der automatisierten Fertigung eröffnet (schwer zugängliche Stellen bearbeiten, Strahl-Ablenkung mit Spiegelscannern).